# 塞丘拉省
塞丘拉省（西班牙語：Provincia de Sechura），是秘魯的省份，位於該國西北部皮烏拉地區，首府是塞丘拉，始建於1993年12月23日，面積6,370平方公里，2005年人口62,319，人口密度每平方公里9.78人。